# John Bercow
John Simon Bercow (Barnet, 19 gennaio 1963) è un politico britannico, iscrittosi nel 2021 al Partito Laburista, da cui è stato sospeso nel 2022.
Dal 1997 al 2019 Bercow è membro del Parlamento per il collegio di Buckingham. È stato eletto Speaker della Camera dei comuni il 22 giugno 2009 e rieletto il 18 maggio 2010. La sua appartenenza al Partito Conservatore, pertanto, fu sospesa. Il 9 settembre 2019 annunciò le dimissioni da tale carica a partire dal 31 ottobre 2019 poi posticipate al 4 novembre, giorno dell'elezione del nuovo Speaker della Camera dei comuni. Il 19 giugno 2021 ha annunciato di essersi iscritto al Partito Laburista

## Biografia

### Formazione
John Bercow, figlio di un tassista, è nato il 19 gennaio 1963 a Edgware, nella Grande Londra, in una famiglia ebraica nella quale i nonni paterni provenivano dalla Romania. Essendosi stabilita nel Regno Unito, la famiglia anglicizzò il suo cognome da Berkowitz a Bercow.
Brillante studente, si è laureato con lode all'Università dell'Essex nel 1985. Uno dei suoi insegnanti, Anthony King, lo ricorda come uno "studente eccezionale". Giovane attivista del Partito Conservatore, frequenta il Conservative Monday Club, un'associazione di studenti conservatori, che poi abbandona perché non ne approva alcune posizioni: in seguito dirà che unirsi a questo movimento è stato "pura pazzia", rammaricandosene.
Dopo essersi laureato, nel 1986 fu nominato presidente della Federazione degli studenti conservatori; sarà l'ultimo presidente di questa associazione, sciolta dal presidente del partito conservatore Norman Tebbit.

### Vita privata
Nell'estate del 2011 sua moglie Sally Bercow partecipa alla stagione 8 del reality show Celebrity Big Brother su Channel 5. La moglie è madrina di Ambitious about Autism, organizzazione caritatevole britannica attiva nell'ambito dei giovani autistici, alla quale nel 2011 donò 100.000 sterline a seguito di un'apparizione nella stessa emittente.
La coppia ha tre figli: Oliver, Freddy, Gemima.

## Carriera politica

### Consigliere distrettuale
Nel 1986 John Bercow fu eletto consigliere del London Borough of Lambeth per il Partito Conservatore, un mandato che mantenne per quattro anni. Ventitré anni al momento della sua elezione, è il consigliere più giovane del Regno Unito.

### Parlamentare
Candidato per Motherwell nelle elezioni parlamentari del 1987 e allo scrutinio parlamentare del 1992 a Bristol, John Bercow è stato eletto alla Camera dei comuni britannica dopo l'elezione del collegio elettorale di Buckingham nel 1997. Sarà rieletto nelle elezioni del 2001 e del 2005 e poi come "presidente della Camera in cerca di rielezione", e quindi senza opposizione laburista, nel 2010 e nel 2015.
Giusto nei suoi anni da studente, e nei suoi primi anni come membro del Parlamento, ha una "notevole transizione sullo spettro politico", unendosi alla sinistra del partito conservatore e difendendo idee progressiste. Nel 2002, è stato ministro del lavoro e delle pensioni nel gabinetto ombra sotto il capo dell'opposizione Iain Duncan Smith. Si dimette per marcare la sua opposizione al conservatorismo dei partiti sulla questione dei diritti degli omosessuali. Quando Michael Howard divenne Capo dell'opposizione alla fine del 2003, nominò Bercow Ministro per lo Sviluppo Internazionale nel gabinetto ombra del 2003, incarico che mantenne fino al 2005.

### Speaker della Camera dei comuni

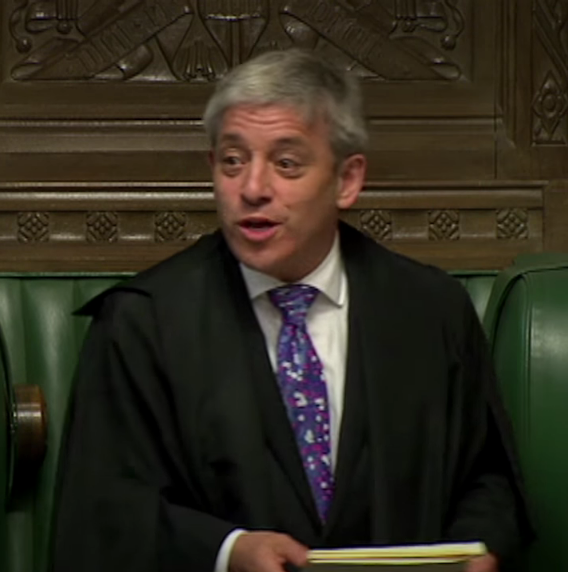
Bercow presiede la Camera, 2012

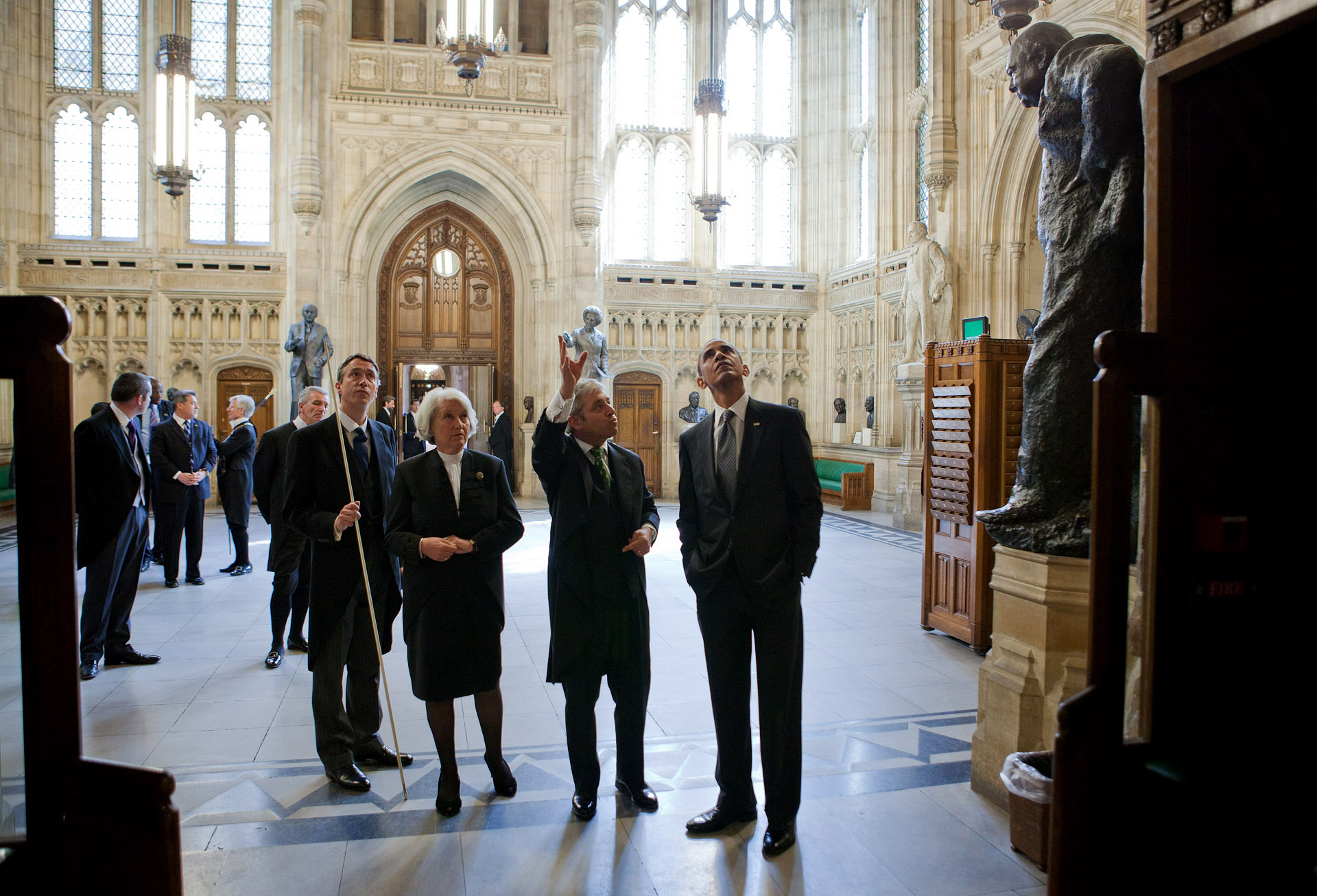
John Bercow in tournée con il Presidente degli Stati Uniti Barack Obama nel Parlamento britannico, alla sua destra la Baronessa Hayman, Presidente della Camera dei Lord (maggio 2011)

Il 22 giugno 2009 i deputati lo hanno eletto Speaker della Camera dei comuni, in seguito alle dimissioni del suo predecessore, Michael Martin, nel difficile contesto dello scandalo delle spese sostenute dai deputati britannici. Non appena la sua elezione fu nota, il The Daily Telegraph pubblicò i rimborsi delle note spese del deputato Bercow, che non appare senza rimprovero.
(John Bercow, 8 gennaio 2019)
Come presidente della Camera opta per una stretta neutralità, rinuncia alla sua appartenenza politica e lascia il Partito Conservatore. È un presidente riformatore, che cerca di interessare e coinvolgere i cittadini in ciò che sta accadendo in Parlamento. Come tale, ricorda spesso ai membri che il loro comportamento a volte rumoroso e infantile nell'aula della Camera è dannoso per l'immagine pubblica del Parlamento, e continua a richiamarli tranquillamente all'ordine. Per motivi di modernità, si sbarazza del solito vestito del presidente della Camera, e in particolare della parrucca, indossando solo un abito da cerimonia nero e una cravatta.
Cerca soprattutto di aumentare l'influenza e l'indipendenza della Camera nei confronti dell'esecutivo. Molto più dei suoi predecessori, consente ai membri di richiedere la presenza di ministri in alcuni dibattiti, e costringe i ministri a venire alla Camera per rispondere alle domande dei membri del Parlamento. Sebbene sia ammirato da alcuni, era poco apprezzato dal governo di David Cameron e i ministri lo accusano di essere volutamente maleducato con loro.
In un articolo di The Daily Telegraph del 2011 Rob Wilson lo ha definito "divisivo, pomposo e insicuro".
Nel 2017 conquista prima pagina dei giornali rifiutandosi di invitare il Presidente degli Stati Uniti Donald Trump a parlare in Parlamento, nonostante la richiesta del Primo Ministro Theresa May. Bercow invoca il controverso decreto presidenziale 13769 firmato da Trump ed è sostenuto dalla maggioranza dei deputati.
Nel 2018 afferma che il neofascista Tommy Robinson è un individuo disgustoso, atroce, ripugnante.
Il 9 settembre 2019 dichiara di essere intenzionato a concludere la sua carica come Speaker della Camera dei comuni il 31 ottobre 2019, anticipando il termine nel caso in cui la Camera decida di indire una nuova elezione generale; resta tuttavia in carica sino al 4 novembre giorno delle elezioni per il successore.

## Dopo l'esperienza da Speaker
Al momento di lasciare la poltrona di presidente della Camera dei Comuni, non si ricandida.
Il suo stile politico in opposizione al governo di turno e le posizioni anti-Brexit gli attirano gli strali dei politici al potere e il governo non lo propone per un titolo nobiliare (che gli consentirebbe di continuare a fare politica nella Camera dei Lord), evento che non si verificava da più di duecento anni: la proposta avviene, paradossalmente, da parte del leader del Partito Laburista d'opposizione. Bercow si lamenta pubblicamente per la decisione del governo.
Mentre è ancora in carica, e segnatamente dopo, diverse persone che hanno lavorato con lui lo accusano di mobbing, in particolare lord Lisvane e David Leakey, già alto ufficiale del parlamento; questi il 25 gennaio 2020 annuncia la presentazione di un dossier su diversi episodi a cui avrebbe assistito, asserendo che il personale del parlamento era "evidentemente terrorizzato" e giudicando Bercow non idoneo ad essere nobilitato, nonostante i suoi molti meriti. Bercow ha sempre negato ogni episodio di mobbismo o bullismo, ritenendo le accuse derivanti dalla volontà di vendetta politica del governo e dallo snobismo a cui è sempre stato sottoposto a causa delle sue origini popolari.
Nel gennaio 2020 diventa professore di Politica a Royal Holloway che fa parte dell'università di Londra.